# Z Aquarii
Z Aquarii är en halvregelbunden variabel (SRA) i stjärnbilden Vattumannen.
Stjärnan varierar mellan visuell magnitud +7,4 och 10,2 med en period av 136,6 dygn. 